# Haiku
Haiku (japonsko 俳句) je japonska pesniška oblika, ki obsega sedemnajst zlogov. Prvi in tretji verz imata po pet zlogov, drugi sedem.
Haiku skrajno zgoščeno prikazuje trenutek iz narave, ki se povezuje z dogajanji v človekovi notranjosti. Prvi verz idealnega haikuja ponazarja osnovno podobo, ozračje, naznačitev čustva oziroma misli; ta podoba se včasih logično, včasih presenetljivo dopolni z zadnjim verzom, v osrednjem verzu pa je izraženo tisto, kar sproži, privede do take dopolnitve.
Haiku je tematsko svoboden, zelo pogosto pa vsebuje besedo, ki se navezuje na določen letni čas. Taka beseda lahko označuje rastlino ali žival, naravni pojav, človeško dejavnost ali slovesnost. Cvetovi češnje nakazujejo pomlad, lilije poletje, krizanteme jesen in repa zimo.

## Slavni pesniki in pisatelji

### Obdobje Muromači (1336–1573)
- Ikju Sodžun (1394–1481)

### Obdobje Edo (1603–1868)
- Matsuo Bashō (1644–1694)
- Josa Buson (1716–1783)
- Kobajaši Isa (1763–1827)

### Obdobje Meidži in poznejše (1868–)
- Masaoka Šiki (1867–1902)
- Takahama Kioši (1874–1959)
- Saito Mokiči (1882–1953)
- Taneda Santoka (1882–1940)
- Nakamura Kusatao (1901–1983)

### Nejaponski
- Jorge Luis Borges
- Allen Ginsberg
- Dag Hammarskjöld
- Jack Kerouac
- Octavio Paz
- Gary Snyder
- Richard Wright

#### Slovenski
- Vladimir Gajšek
- Josip Osti
- Milan Dekleva
- Pavla Gruden
- Marko Hudnik
- Marijan Mauko
- Edin Saračevič
- Jože Štucin
- Ivan Volarič - Feo
- Jože Volarič
- Alenka Zorman